# マッチ (競走馬)
マッチ（Match、1958年 - 1965年）は、フランスのサラブレッドの競走馬、および種牡馬。フランス・イギリスの競馬で活躍したほか、アメリカ合衆国でワシントンDCインターナショナルにも優勝した。
かつて同名の馬がイギリスに存在したため、いくつかの資料ではマッチII (Match II) と表記されている。さらにアメリカでは同年生まれの競走馬に同名のものがいたため、こちらではマッチIII (Match III) と呼ばれた。

## 経歴
フランス・カルヴァドス県にあった、ウィイー牧場 (Haras d'Ouilly) で生産された牡馬である。生産者名義は牧場主のフランソワ・デュプレ、馬主名義はウィイー牧場が宛がわれて競走馬として登録された。
デビューは3歳からで、ノアイユ賞に勝った後にフランスのクラシック路線に挑戦、リュパン賞やジョッケクルブ賞ではライトロイヤルの2着に敗れるが、9月のロワイヤルオーク賞で優勝、クラシック勝ち馬の称号を手にした。10月には凱旋門賞にも挑戦、5着に入った。
翌年は7月に出走したサンクルー大賞で優勝すると、続いてイギリス・アスコット競馬場のキングジョージ6世&クイーンエリザベスステークスに遠征を敢行、2着馬に3/4馬身差をつけて勝利を手にした。この後同年も凱旋門賞に挑戦したが、再び5着に敗れている。
1962年11月、マッチはアメリカ・ローレル競馬場からの招待を受けて、当時のアメリカで唯一の国際競走であったワシントンDCインターナショナルに、鞍上イヴ・サンマルタンを伴って出走した。同年の競走には、アメリカ勢として当時の3強であったケルソ・キャリーバック・ボーパープルが出走しており、またアメリカ国外からはマッチ以外にも日本のタカマガハラ、ソビエト連邦のザベッグ、イギリスのパーダオなどが登録されていた。
オッズにおいてはケルソらアメリカ勢が人気を集めていたため、ほとんどの招待馬は単勝109倍の超大穴であった。しかしボーパープルの調教師であったアレン・ジャーキンが「あのフランスの馬、あいつはケダモノだよ」と漏らすなど、マッチは招待馬の中でも高く評価を受け、単勝7倍とそこそこの人気に支持された。
スタートからボーパープルが先手を打ったが、そこにキャリーバックとケルソが襲いかかり、その2頭で先頭を争う展開が続いていった。そして最終コーナー前でキャリーバックが力尽き、最後の直線に入ったところでケルソが完全に先頭に立つと、スタンドからはケルソの勝ちを確信したファンらのケルソコールが響きわたった。しかしその内側ラチ沿いからマッチは猛烈に追いこみ、ケルソを交わし、最終的に2着のケルソに1馬身半差をつけての優勝を飾った。後にケルソの鞍上であったイスマエル・ヴァレンズエラは、この競走について「あいつが来たのは見えた。だけど自分にはあれをどうすることもできなかった。」と語っている。
この競走をもって同年を終了、そして競走馬を引退した。

## 引退後
引退後はイギリスで種牡馬となったが、わずか3シーズン後の1965年に急死した。
産駒は非常に少なかったものの、遺児の一頭ワールドカップ（World Cup 1965年生、牡馬）がクイーンエリザベス2世ステークスに優勝し、ほかに8頭が重賞を制覇した。
日本に輸入された産駒にマッチウォン（2戦1勝）やトウケイニセイの祖母ヴェスタルファイアがいる。

## 評価

### 主な勝鞍
※当時はグループ制・グレード制未導入
1961年（3歳） 7戦3勝
ノアイユ賞、ロワイヤルオーク賞
2着 - リュパン賞、ジョッケクルブ賞、パリ大賞
1962年（4歳） 7戦4勝
サンクルー大賞、キングジョージ6世&クイーンエリザベスステークス、ワシントンDCインターナショナル

### 年度代表馬
- 1962年 - イギリス年度代表馬、最優秀古牡馬
- 1962年 - フランス最優秀古牡馬

## 血統表
| マッチの血統（テディ系 / 5代内アウトブリード） | マッチの血統（テディ系 / 5代内アウトブリード） | マッチの血統（テディ系 / 5代内アウトブリード） | （血統表の出典）     | （血統表の出典） |
| 父 Tantieme 1947 鹿毛 フランス                 | 父の父Deux-Pour-Cent 1941 鹿毛 フランス        | Deiri                                          | Aethelstan           | Aethelstan       |
| 父 Tantieme 1947 鹿毛 フランス                 | 父の父Deux-Pour-Cent 1941 鹿毛 フランス        | Deiri                                          | Desra                |                  |
| 父 Tantieme 1947 鹿毛 フランス                 | 父の父Deux-Pour-Cent 1941 鹿毛 フランス        | Dix Pour Cent                                  | Feridoon             | Feridoon         |
| 父 Tantieme 1947 鹿毛 フランス                 | 父の父Deux-Pour-Cent 1941 鹿毛 フランス        | Dix Pour Cent                                  | La Chansonnerie      |                  |
| 父 Tantieme 1947 鹿毛 フランス                 | 父の母Terka 1942 青鹿毛 フランス               | Indus                                          | Alcantara            | Alcantara        |
| 父 Tantieme 1947 鹿毛 フランス                 | 父の母Terka 1942 青鹿毛 フランス               | Indus                                          | Himalaya             |                  |
| 父 Tantieme 1947 鹿毛 フランス                 | 父の母Terka 1942 青鹿毛 フランス               | La Furka                                       | Blandford            | Blandford        |
| 父 Tantieme 1947 鹿毛 フランス                 | 父の母Terka 1942 青鹿毛 フランス               | La Furka                                       | Brenta               |                  |
| 母 Relance 1952 栗毛 フランス                  | 母の父Relic 1945 黒鹿毛 アメリカ               | War Relic                                      | Man o' War           | Man o' War       |
| 母 Relance 1952 栗毛 フランス                  | 母の父Relic 1945 黒鹿毛 アメリカ               | War Relic                                      | Friars Carse         |                  |
| 母 Relance 1952 栗毛 フランス                  | 母の父Relic 1945 黒鹿毛 アメリカ               | Bridal Colors                                  | Black Toney          | Black Toney      |
| 母 Relance 1952 栗毛 フランス                  | 母の父Relic 1945 黒鹿毛 アメリカ               | Bridal Colors                                  | Vaila                |                  |
| 母 Relance 1952 栗毛 フランス                  | 母の母Polaire 1947 鹿毛 フランス               | Le Volcan                                      | Tourbillon           | Tourbillon       |
| 母 Relance 1952 栗毛 フランス                  | 母の母Polaire 1947 鹿毛 フランス               | Le Volcan                                      | Eroica               |                  |
| 母 Relance 1952 栗毛 フランス                  | 母の母Polaire 1947 鹿毛 フランス               | Stella Polaris                                 | Papyrus              | Papyrus          |
| 母 Relance 1952 栗毛 フランス                  | 母の母Polaire 1947 鹿毛 フランス               | Stella Polaris                                 | Crepuscule F-No.16-h |                  |

母Relanceはフランス出身の馬で、マッチ以外にもダービーステークス勝ち馬のレルコ（Relko 1960年生、牡馬・父タネルコ）、ジョッケクルブ賞勝ち馬のリライアンス（Reliance 1962年生、牡馬・父タンティエーム）などを出した名繁殖牝馬であった。